# Cause and Effect (Maria Mena)
Cause and Effect è il quinto album in studio (il quarto di brani originali) della cantante norvegese Maria Mena, pubblicato nel 2008.

## Tracce
1. Power Trip Ballad – 4:00
2. Belly Up – 4:06
3. All This Time (Pick-Me-Up Song) – 3:12
4. Cause and Effect – 3:13
5. I'm On Your Side – 3:04
6. Eyesore – 3:16
7. Where Were You? – 3:16
8. I'm In Love – 2:59
9. Self-Fulfilling Prophecy – 3:20
10. I Was Made for Lovin' You (Kiss cover) – 4:34
11. Dear... – 3:21 (Maria Mena and Arvid Solvang)
12. It Must Have Been Love (iTunes Bonus Track; Roxette cover) – 4:06
13. You're Scaring Me (iTunes Bonus Track) – 3:21